# Tennis ai XIX Giochi del Mediterraneo
I tornei di tennis ai XIX Giochi del Mediterraneo si sono svolti dal 27 giugno al 1 luglio 2022 presso l'Habib Khelil Tennis Complex di Orano. Si sono disputati i tornei nel singolare e nel doppio, sia in ambito maschile sia femminile.

## Calendario
Il calendario delle gare è stato il seguente:
| ● | Competizioni | ● | Finali |

| Giugno/Luglio |    |    |    |    |    |    |    |    |    |
| 22            | 23 | 24 | 25 | 26 | 27 | 28 | 29 | 30 | 1º |
|               |    |    |    |    | ●  | ●  | ●  | 2  | 2  |

## Risultati

### Uomini
| Evento               | Oro                                     | Argento                                              | Bronzo                                 |
| Singolare (dettagli) | Francesco Passaro                       | Carlos Lopez Montagud                                | Adam Moundir                           |
| Doppio (dettagli)    | Italia Matteo Arnaldi Francesco Passaro | Spagna Carlos López Montagud Álvaro López San Martín | Marocco Elliot Benchetrit Adam Moundir |

### Donne
| Evento               | Oro                                             | Argento                               | Bronzo                                     |
| Singolare (dettagli) | Guiomar Maristany                               | Nuria Brancaccio                      | Jéssica Bouzas Maneiro                     |
| Doppio (dettagli)    | Spagna Jéssica Bouzas Maneiro Guiomar Maristany | Malta Francesca Curmi Elaine Genovese | Italia Nuria Brancaccio Aurora Zantedeschi |

## Medagliere
| Posizione | Paese   | Oro | Argento | Bronzo | Totale |
| --------- | ------- | --- | ------- | ------ | ------ |
| 1         | Spagna  | 2   | 2       | 1      | 5      |
| 2         | Italia  | 2   | 1       | 1      | 4      |
| 3         | Malta   | 0   | 1       | 0      | 1      |
| 4         | Marocco | 0   | 0       | 2      | 2      |
| Totale    | Totale  | 4   | 4       | 4      | 12     |